# تپه ورهنج
تپه ورهنج مربوط به دوران‌های تاریخی پس از اسلام است و در شهرستان بویین زهرا، بخش آوج، روستای سعید آباد واقع شده و این اثر در تاریخ ۲۲ مرداد ۱۳۸۴ با شمارهٔ ثبت ۱۳۲۷۹ به‌عنوان یکی از آثار ملی ایران به ثبت رسیده است.